# La ragazza del mare
La ragazza del mare (Young Woman and the Sea) è un film del 2024 diretto da Joachim Rønning e scritto da Jeff Nathanson, basato sull'omonimo libro del 2009 di Glenn Stout. Prodotto da Walt Disney Pictures e Jerry Bruckheimer Films, il film si incentra su Gertrude "Trudy" Ederle, una nuotatrice agonista americana che divenne la prima donna ad attraversare a nuoto la Manica. Ha ricevuto recensioni positive dalla critica.

## Trama
New York, 1914: mentre la giovane Trudy Ederle patisce a causa del morbillo, nel porto cittadino un traghetto affonda dopo aver preso fuoco. Si scopre che la maggior parte delle vittime erano donne, che non si sono buttate in acqua nonostante la vicinanza della riva in quanto non sapevano nuotare; apprendendo ciò, Gertrude, la madre di Trudy, decide che i suoi figli (Meg e Henry Jr.) dovranno imparare a nuotare. Il dottore afferma che Trudy non supererà la notte a causa del morbillo, ma la bambina sopravvive, pur riportando dei danni all'udito.
Trudy diventa affascinata dal nuoto e convince il suo severo padre, Henry, a permetterglielo, iniziando a praticare tale sport quando ha dodici anni. Accorgendosi della sua abilità, Gertrude decide di iscrivere lei e Meg alla Women's Swimming Association, sotto la tutela dell'istruttrice Charlotte Epstein. Quest'ultima inizialmente bistratta Trudy per Meg, ma poi si accorge dei suoi rapidi progressi. Trudy migliora al punto da conquistare diversi record mondiali, mentre Meg si allontana dal nuoto.
Nel 1924, gli Ederle vengono contattati dall'American Olympic Union (AOU) per partecipare alle Olimpiadi di Parigi del 1924, ma solo a Trudy viene offerto un posto. L'allenatore della squadra femminile degli Stati Uniti è Jabez Wolffe, un nuotatore che ha tentato senza successo di attraversare la Manica. Tuttavia, per il suo sessismo, l'uomo impedisce alle atlete di allenarsi adeguatamente, pertanto Trudy vince solo le medaglie di bronzo nei 100 metri stile libero e nei 400 metri stile libero. Delusa dai risultati, Trudy torna a New York e scopre che Meg si sta per sposare secondo un accordo orchestrato dal padre, il quale intende accasare anche lei.
Trudy pensa di dover rinunciare al nuoto, ma dopo un incontro con Bill Burgess, il secondo nuotatore ad aver attraversato con successo la Manica, decide di tentare l'impresa da sola. Con l'aiuto di Epstein, si rivolge a James Sullivan dell'AOU per sponsorizzare l'evento. Sullivan, che si oppone all'atletica femminile, respinge l'idea, offrendosi ironicamente di farlo a patto che Trudy nuoti da New York al New Jersey in tre ore. La donna riesce nell'impresa e ottiene la sponsorizzazione, ma viene costretta a farsi affiancare da Wolffe come allenatore.
In Francia, Trudy si allena al Cap Gris-Nez, dove fa amicizia con Benji, un altro nuotatore che sta tentando di attraversare i 34 chilometri della Manica; viene ostacolata da Wollfe, che cerca di controllare il suo allenamento con imposizioni spesso dettate dal suo sessismo. Dopo che Benji è quasi morto nell'impresa, Trudy intraprende il suo primo tentativo il 10 luglio 1926, sotto la direzione di Wolffe. Inizialmente Trudy parte bene ma, dopo aver bevuto del tè datole da Wolffe, improvvisamente sembra stare male ed è costretta a rinunciare. Henry e Meg vengono a riprenderla ma vengono fermati da Burgess, il quale ipotizza che Wolffe possa averla sabotata e si offre di farle da allenatore.
Trudy abbandona di nascosto la nave che dovrebbe riportarla a casa e riprende ad allenarsi, facendosi promettere da Burgess di non intervenire, neanche in caso dovesse fallire nuovamente. Sullivan scopre che Trudy non è rientrata in patria e, intuendo che voglia riprovare, allerta la stampa. Il  agosto 1926, Trudy dà il via al suo secondo tentativo guidata da Burgess, Henry e Meg e seguita dalla stampa, che monitora la sua impresa trasmettendola in tutto il mondo. Nonostante le difficoltà - tra cui punture dovute all'attraversamento di un branco di meduse - Trudy persiste fino ad arrivare alla fase finale: l'attraversamento delle Goodwin Sands per raggiungere l'Inghilterra. A causa delle acque poco profonde, la barca guida non può seguirla, ma Trudy decide di proseguire. Con il calo della notte, Trudy perde l'orientamento, ma sulla terraferma la gente accende dei falò che la guidano a destinazione.
Al suo ritorno a New York, Trudy viene accolta da un'enorme parata attraverso la città, che condivide con la sua famiglia ed Epstein. Dei post-scritti rivelano che Trudy stabilì il record mondiale di attraversamento della Manica in 14 ore e 31 minuti, battendo di due ore il record mondiale detenuto da un uomo; in seguito il suo udito si deteriorò notevolmente e dedicò la sua vita a insegnare ai bambini sordi a nuotare; morì nel 2003 all'età di 98 anni.

## Produzione

### Sviluppo
Nel novembre 2015, è stato annunciato che Jerry Bruckheimer aveva acquisito i diritti del libro di saggistica del 2009 Young Woman and the Sea: How Trudy Ederle Conquered the English Channel and Inspired the World di Glenn Stout per la Paramount Pictures  assumendo Jeff Nathanson per scrivere la sceneggiatura del film, e Lily James per interpretare Gertrude Ederle. Nel dicembre 2020, è stato riferito che il film era in fase di sviluppo presso la Walt Disney Pictures, puntando a un'uscita su Disney+  dopo che la Paramount lo aveva messo in pausa. La produzione è stata supervisionata da Jerry Bruckheimer per la Jerry Bruckheimer Films e Chad Oman per la Disney.
Il film è stato prodotto con il supporto della British Film Commission e del Film Tax Relief del governo britannico; ha beneficiato del rimborso fiscale francese per la produzione internazionale; ed è stato creato con il supporto dell'agenzia esecutiva bulgara National Film Center e con la partecipazione del Film or Video Production Services Tax Credit del Canada in Quebec.

### Casting
Lily James era stata originariamente scelta per il ruolo di Gertrude Ederle mentre il film era in fase di sviluppo, venendo sostituita da Daisy Ridley nel dicembre 2020.

### Riprese
Le riprese principali sono iniziate all'inizio di maggio 2022 e si sono concluse il 18 giugno 2022. Ridley ha ricevuto un addestramento di nuoto dalla nuotatrice olimpica diventata allenatrice Siobhan-Marie O'Connor.

## Distribuzione
La prima mondiale del film ha avuto luogo il 16 maggio 2024 a Los Angeles.
La pellicola avrebbe dovuto essere originariamente distribuita come film originale Disney+. Nel gennaio 2024, in seguito a proiezioni di prova positive e all'incasso al botteghino del dramma sportivo di Amazon MGM Studios Erano ragazzi in barca, è stata presa in considerazione un'uscita nelle sale come possibile modo per legarsi alle imminenti Olimpiadi estive del 2024 in Francia, con una potenziale data di uscita del 31 maggio 2024. Il mese successivo, quella data è stata confermata, con la Disney che ha optato per un'uscita limitata per il film negli Stati Uniti.  È stato poi distribuito su Disney+ il 19 luglio 2024.

## Accoglienza

### Critica
Sul sito web aggregatore di recensioni Rotten Tomatoes, l'88% delle recensioni di 109 critici sono positive, con una valutazione media di 6,9/10. Metacritic ha assegnato al film un punteggio di 62 su 100, basato su 26 critici, indicando recensioni "generalmente favorevoli".
Glenn Kenny del The New York Times ha dato una recensione positiva del film, scrivendo che "questo è uno di quei film che dimostra che, quando hanno una mente, possono ancora farli come una volta". Kate Erbland di IndieWire ha scritto che "la vera Ederle ha realizzato così tanto, è difficile immaginare di stipare tutto in un unico film ordinato. Quello che abbiamo? È abbastanza buono, abbastanza stimolante, abbastanza avvincente".
Charles Bramesco del The Guardian ha criticato la visione "anodina e disneyana " del femminismo del film, scrivendo che "sarebbe difficile trovare una persona vivente che creda che alle donne non dovrebbe essere permesso di andare a nuotare". Derek Smith della rivista Slant Magazine ha affermato che il film non crea "praticamente nessuna tensione drammatica" perché "non lascia spazio a dubbi su ciò che Trudy Ederle realizzerà".